# Rolf Terheyden
Rolf Terheyden, eigentlich Rudolf Terheyden, (* 29. Januar 1926 in Osnabrück; † 15. Oktober 2016) war ein deutscher Herausgeber und Verleger des Bocholter-Borkener Volksblatts.

## Leben
Terheyden studierte Rechts- und Staatswissenschaften an der Universität Würzburg, der Universität Bonn und der Universität Göttingen. In Bonn wurde er 1948 Mitglied der katholischen Studentenverbindung K.D.St.V. Ripuaria im CV.
1957 trat Terheyden in die Geschäftsführung des J. & A. Temming-Verlags ein und übernahm 1960 die Leitung des Borkener Volksblattes. Von da ab galt sein besonderes Interesse den regionalen und lokalen Tageszeitungen in Deutschland. Von 1966 bis 1983 war Terheyden Mitglied des Aufsichtsrates der „Standortpresse“ (heute Verband Deutscher Lokalzeitungen), 1972/1973 deren Aufsichtsratsvorsitzender.
1976 wurde er Vorstandsmitglied des Verbandes Rheinisch-Westfälischer Zeitungsverleger. Terheyden war von 1984 bis 1992 Vorstand des Bundesverbandes Deutscher Zeitungsverleger (BDZV), danach acht Jahre lang stellvertretender Vorstand. Mit seinem Ausscheiden wurde er Ehrenpräsident. Als Präsident des BDZV gehörte Terheyden zu den Aufsichtsratsmitgliedern der von über 160 Zeitungen getragenen Gesellschaft Aktuell Presse-Fernsehen (APF).
Terheyden war seit 1957 mit Beate Terheyden, der jüngsten Tochter der Verleger Josef und Hete Temming, verheiratet.

## Wirken
Der Rechtsanwalt und Notar Terheyden war in vielen Gremien und Stiftungen tätig, wie etwa dem Kuratorium des Theodor-Wolff-Preises, der bekanntesten Auszeichnung für deutsche Journalisten. Er war Vorsitzender der Stiftervereinigung der Presse, vertrat die Interessen der deutschen Zeitungsverleger im Fernsehrat des ZDF, war viele Jahre Mitglied im Präsidium der Bundesvereinigung der Deutschen Arbeitgeberverbände und war in zahlreichen kirchlichen Gremien engagiert. Rolf Terheyden wurde von Bundespräsident Richard von Weizsäcker 1992 mit dem Großen Bundesverdienstkreuz mit Stern ausgezeichnet.
Terheyden engagierte sich für zahlreiche Sozialprojekte im Heiligen Land und war Mitglied im Deutschen Verein vom Heiligen Lande. 1977 wurde er vom Kardinal-Großmeister Maximilien de Fürstenberg zum Ritter des Ritterordens vom Heiligen Grab zu Jerusalem ernannt und am 3. Dezember 1977 in München durch Franz Hengsbach, Großprior der deutschen Statthalterei, in den Orden investiert. Er wurde zum Offizier und zuletzt zum Großoffizier promoviert.